# Tyske Ludder
Tyske Ludder is een Duitse electroband. De naam van de band betekent in het Noors "Duitse hoer", de benaming die met name werd gegeven aan vrouwen die tijdens de Tweede Wereldoorlog een relatie hadden met Duitsers. Het Nederlandse equivalent zou moffenhoer zijn.

## Bandinfo
Tyske Ludder werd in begin jaren negentig opgericht. Afkomstig uit de wave- en new-romantic-scene concentreerde de groep zich vooral op EBM. De teksten gaan vooral over technologische vooruitgang, de toenmalige Joegoslavische oorlog en de militaire dominantie van Amerika. In de jaren negentig bracht de band twee platen uit. In die tijd waren ze zelden live te zien.
Na een lange sabbatical en een wisseling naar het Chemnitzer Label Black Rain gaven ze in 2006 hun vierde album Sojus uit. In 2008 stonden ze op Infest, een vooral op EBM, dark electro en industrial georiënteerd festival in Bradfords universiteit in Engeland. In 2009 namen ze deel aan het M'era Lunafestival.

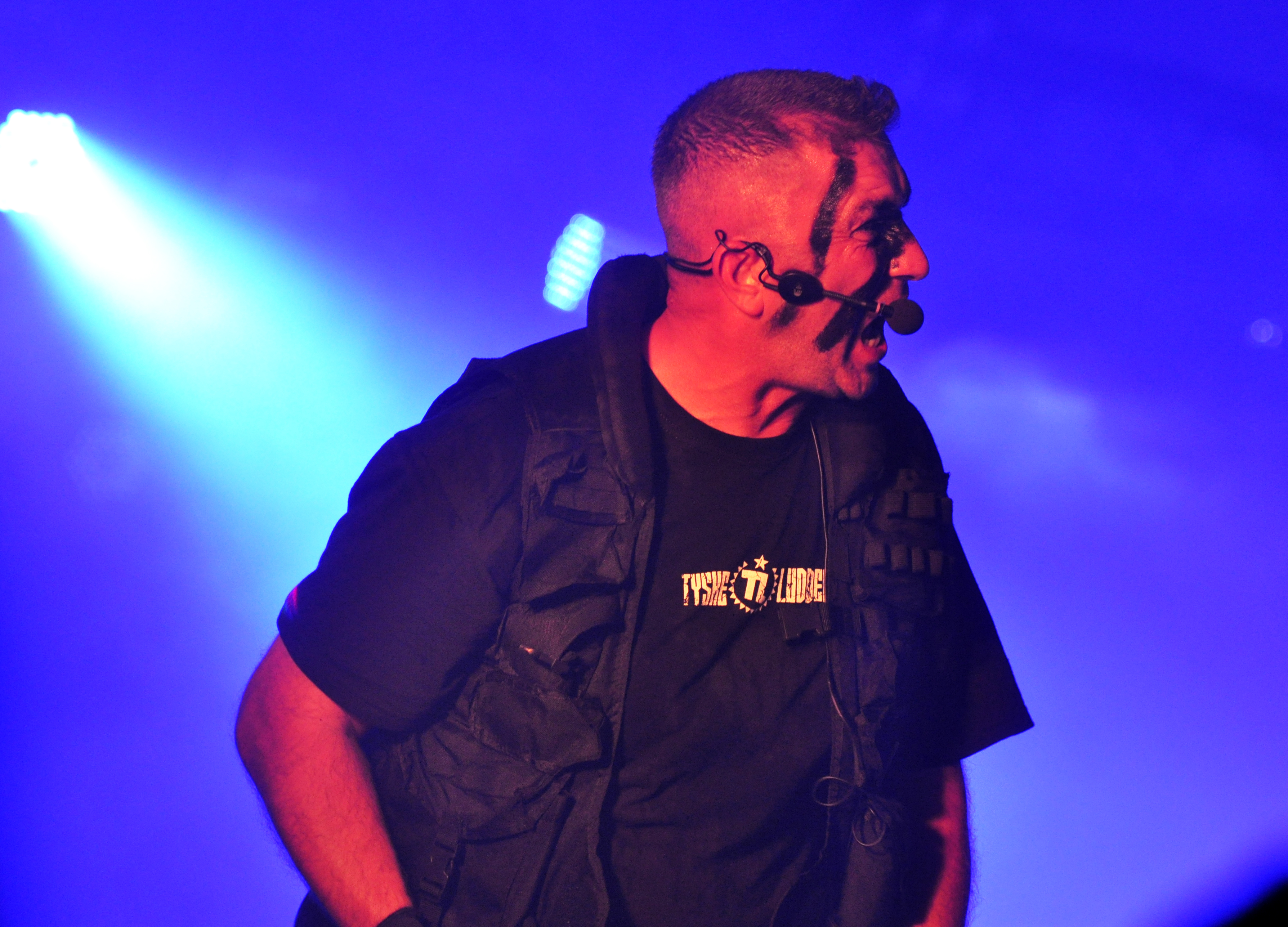
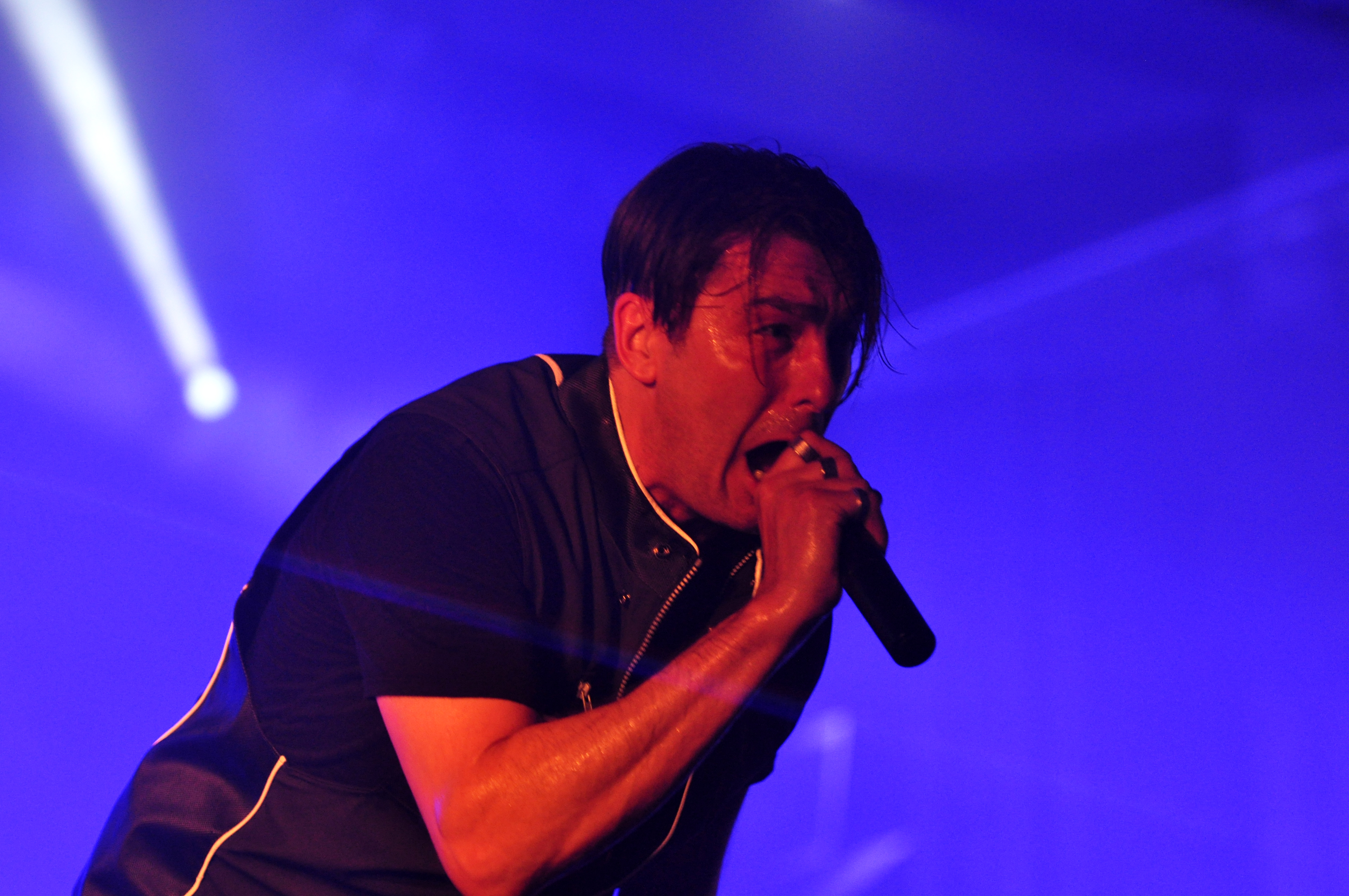
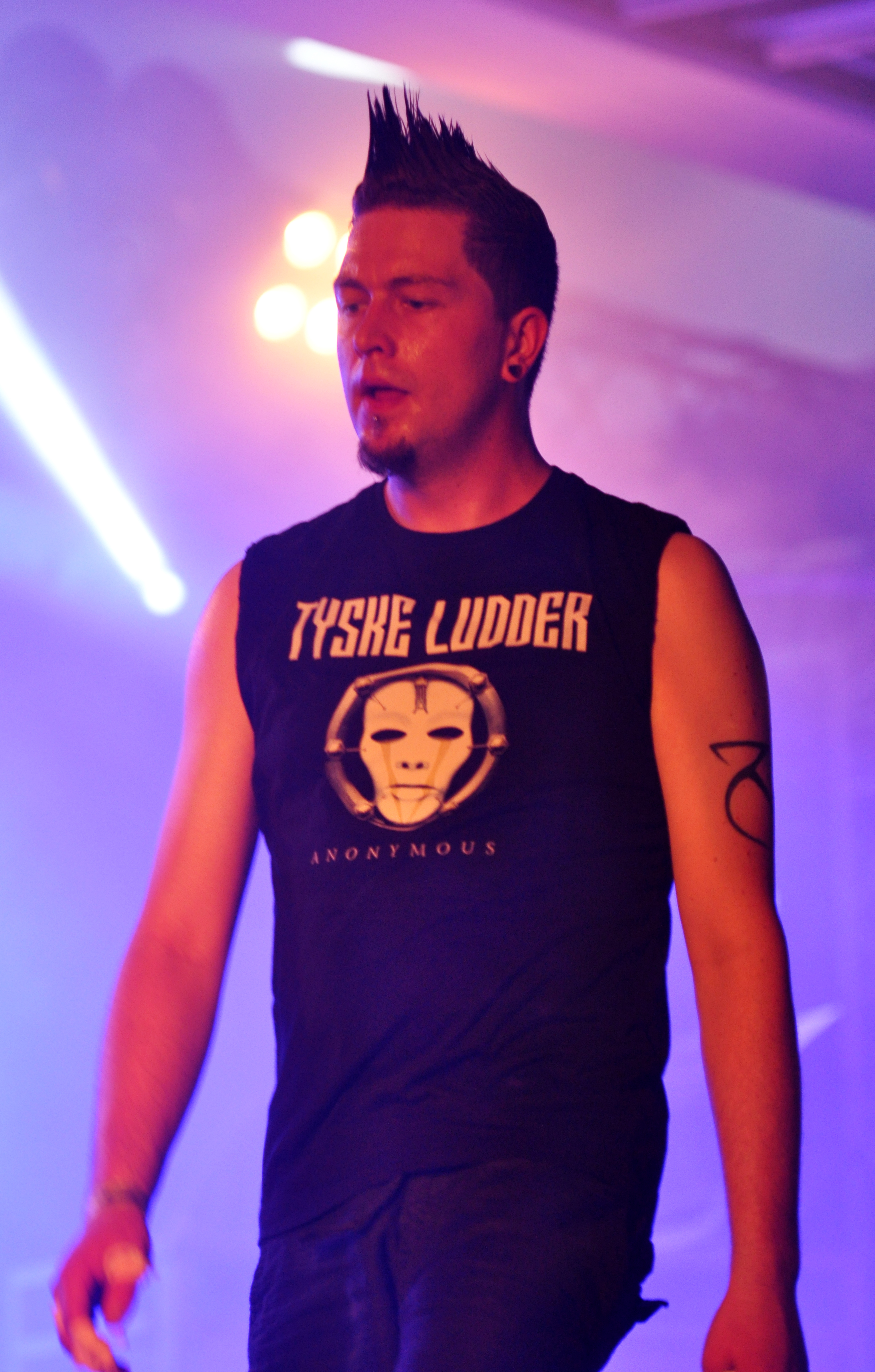

Tyske Ludder, Amphi-Festival 2013

## Discografie

### Albums
- 1994: Bombt die Mörder? – KM-MUSIK
- 1995: Dalmarnock – KM-MUSIK
- 2006: Союз (Sojus) – Black Rain
- 2006: Bombt die Mörder? – Re-Release mit diversen Remixen bei Black Rain
- 2006: Dalmarnock – Re-Release mit diversen Remixen bei Black Rain
- 2009: Anonymous - Black Rain
- 2011: Diaspora - Black Rain
- 2013: Bambule - Black Rain
- 2015: Evolution - Black Rain

### Ep's
- 1996: Creutzfeld E.P. – E.P. bei KM-MUSIK
- 2006: Creutzfeld E.P. – Re-Release der E.P. mit diversen Remixen bei Black Rain
- 2008: SCIENTific technOLOGY E.P. – E.P. bei Black Rain